# Distrito de Issoudun
El distrito de Issoudun es un distrito (en francés arrondissement) de Francia, que se localiza en el departamento de Indre, de la región de Centro-Valle de Loira (en francés Centre-Val de Loire). Cuenta con 4 cantones y 51 comunas.

## División territorial

### Cantones
Los cantones del distrito de Issoudun son:
1. Issoudun-Norte
2. Issoudun-Sur
3. Saint-Christophe-en-Bazelle
4. Vatan

### Comunas
| 1. Aize (36002)                   | 2. Ambrault (36003)                     | 3. Anjouin (36004)                    | 4. Bagneux (36011)                  |
| 5. Bommiers (36019)               | 6. Les Bordes (36021)                   | 7. Brives (36027)                     | 8. Buxeuil (36029)                  |
| 9. Chabris (36034)                | 10. La Champenoise (36037)              | 11. La Chapelle-Saint-Laurian (36041) | 12. Chouday (36052)                 |
| 13. Condé (36059)                 | 14. Diou (36065)                        | 15. Dun-le-Poëlier (36068)            | 16. Fontenay (36075)                |
| 17. Giroux (36083)                | 18. Guilly (36085)                      | 19. Issoudun (36088)                  | 20. Liniez (36097)                  |
| 21. Lizeray (36098)               | 22. Luçay-le-Libre (36102)              | 23. Menetou-sur-Nahon (36115)         | 24. Meunet-Planches (36121)         |
| 25. Meunet-sur-Vatan (36122)      | 26. Migny (36125)                       | 27. Ménétréols-sous-Vatan (36116)     | 28. Neuvy-Pailloux (36140)          |
| 29. Orville (36147)               | 30. Parpeçay (36151)                    | 31. Paudy (36152)                     | 32. Poulaines (36162)               |
| 33. Pruniers (36169)              | 34. Reboursin (36170)                   | 35. Reuilly (36171)                   | 36. Saint-Aoustrille (36179)        |
| 37. Saint-Aubin (36181)           | 38. Saint-Christophe-en-Bazelle (36185) | 39. Saint-Florentin (36191)           | 40. Saint-Georges-sur-Arnon (36195) |
| 41. Saint-Pierre-de-Jards (36205) | 42. Saint-Valentin (36209)              | 43. Sainte-Cécile (36183)             | 44. Sainte-Fauste (36190)           |
| 45. Sainte-Lizaigne (36199)       | 46. Sembleçay (36217)                   | 47. Ségry (36215)                     | 48. Thizay (36222)                  |
| 49. Varennes-sur-Fouzon (36229)   | 50. Vatan (36230)                       | 51. Vouillon (36248)                  |                                     |